# Январьов Еміль Ізраїльович
Емі́ль Ізра́їльович Январьо́в, прізвище при народженні — Штемберг (нар. 30 січня 1931, Миколаїв, УРСР — пом. 5 жовтня 2005, Миколаїв, Україна) — український російськомовний поет, журналіст, педагог, громадський діяч. Почесний громадянин Миколаєва.

## Життєпис

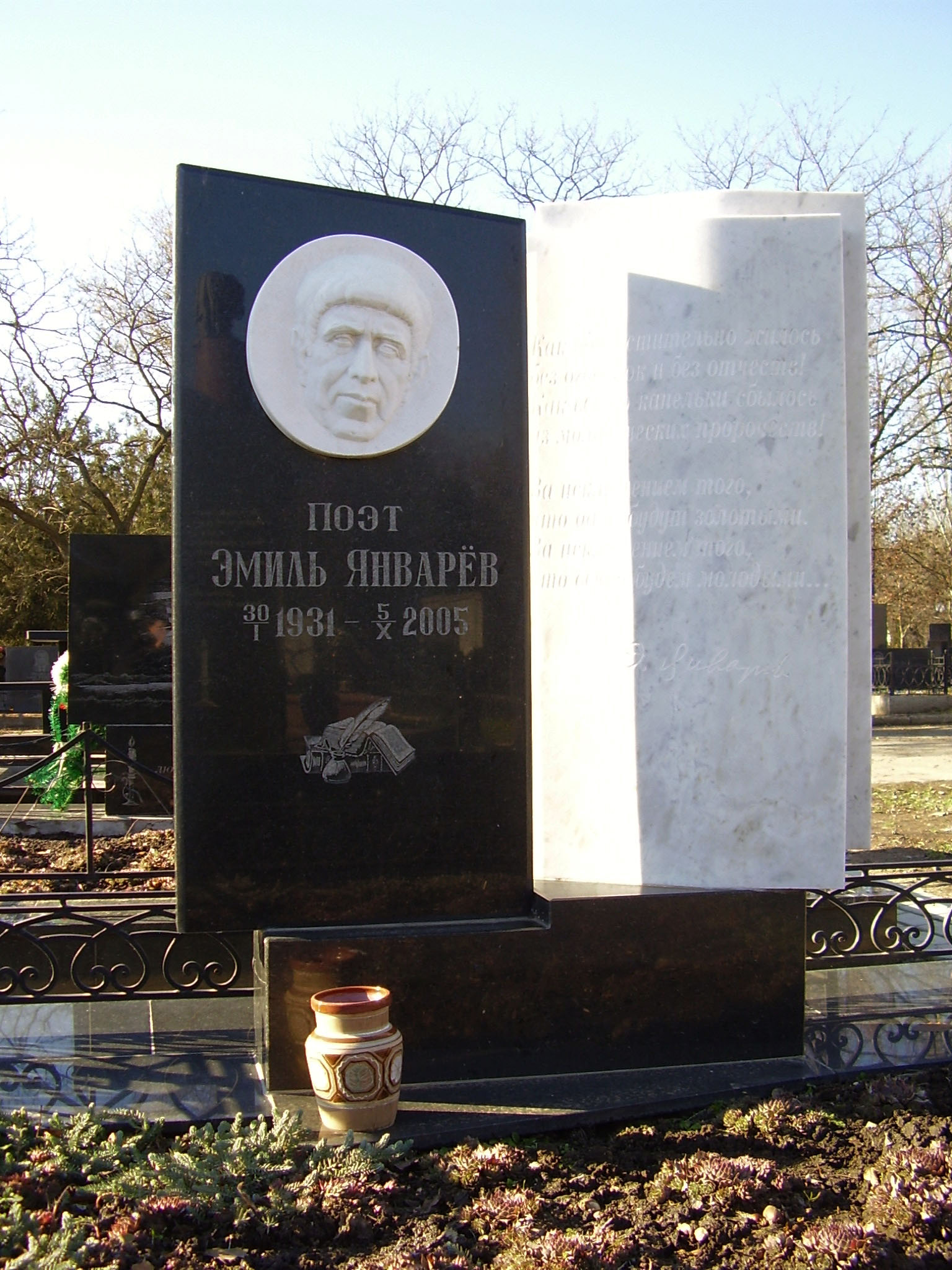
Пам'ятник Емілю Январьову на Миколаївському міському цвинтарі

Народився в родині палітурника. В роки німецько-радянської війни разом з родиною евакуювався до Середньої Азії в Узбекистан. Після звільнення Миколаєва у 1944 році повернувся до рідного міста.
У 1952 році закінчив російське відділення філологічного факультету Миколаївського педагогічного інституту (заочно), а 1953 року — Літературний інститут імені Горького при Спілці письменників СРСР (семінар Ярослава Смелякова, заочно).
Тривалий час працював вчителем російської мови і літератури в середній школі робітничої молоді № 5 (1952—1972).
Перебував на творчій роботі. Зокрема, керував літературним об'єднанням Миколаївського клубу медпрацівників «Рефлектор» (1972—1991).

## Літературна діяльність
Перші вірші були надруковані в миколаївських газетах «Південна правда» та «Бугская заря» у 1948 році. До 1952 року друкувався під своїм власним прізвищем Штемберг, а потім взяв псевдонім Январьов.
З 1955 року почав постійно друкуватися в збірниках «День поэзии», альманахах, журналах «Юность», «Радуга».
У 1967 році у видавництві «Советский писатель» вийшла друком перша збірка віршів «Переправа». Потім одна за однією виходять збірки поезій «Настоящее время» (1971), «Действующие лица» (1972), «Открытый урок» (1975), «Корабельные баллады» (1977), «Школа взрослых» (1979), «Почерк» (1981), «Мера сил» (1984), «Эхо на площади» (1987), «Новый адрес» (1989), «Ольвийский причал» (1991), «Стихи мои младше меня» (2000), «Стечение обстоятельств» (2001).
У спіавторстві з поетом М. Владимовим написав драму «Це було в Миколаєві» (1960).
Один із організаторів Миколаївської обласної організації Національної спілки письменників України. Є. Январьов активно підтримував творчу молодь, ініціював вступ обдарованих до організації, ініціював низку видавничих проєктів. Зокрема, відроджено літературні журнали, підготовлено літературні антології про Миколаїв, надруковано твори відомих місцевих авторів, організовано наукові конференції, а також постійні і досить популярні зустрічі письменників змешканцями міста й області.
У 1997 році в миколаївському видавництві «Возможности Киммерии» вийшла поетична збірка «Документ», за яку Е. Январьову присуджена Всеукраїнська літературна премія ім. М.Ушакова (1999).
Був одним із авторів Миколаївського літературно-художнього альманаху «Письмена». Також був ведучим рубрики «Журнальний столик» у міській газеті «Вечірній Миколаїв».
Після смерті Е. Январьова у видавництві ЧП «Гудим» вийшла книга «Подлинник», до якої увійшли вірші, написані в останні роки життя. Також вийшла книга його публіцистики «Журнальный столик».

## Робота на телебаченні
З 1994 року Е. Январьов був ведучим популярної телевізійної передачі «Поле зору», що пропагувала культурні цінності рідного краю, досягнення українського і світового мистецтва.
У співпраці з Б. Аровим створив сценарії документальних фільмів «До свиданья, корабли» та «Незримый пассажир» (про письменника і педагога А. М. Топорова).

## Нагороди і звання
- Лауреат загальноукраїнської премії імені Миколи Ушакова (1999).
- Лауреат обласної премії імені Олексія Гмирьова.
- Удостоєний звання «Городянин року» (1997).
- Удостоєний звання «Почесний громадянин міста Миколаєва» (1999).

## Пам'ять
Похований на центральній алеї Миколаївського міського цвинтаря.
По вулиці Шевченка, 56, що в Миколаєві, де з 1944 по 1966 роки разом зі своїми батьками мешкав майбутній поет, відкрита меморіальна дошка на його честь.

## Поетичні збірки
- «Переправа» (1967)
- «Настоящее время» (1971)
- «Действующие лица» (1972)
- «Открытый урок» (1975)
- «Корабельные баллады» (1977)
- «Школа взрослых» (1979)
- «Почерк» (1981)
- «Мера сил» (1984)
- «Эхо на площади» (1987)
- «Новый адрес» (1989)
- «Ольвийский причал» (1991)
- «Стихи мои младше меня» (2000)
- «Стечение обстоятельств» (2001)
- «Подлинник» (2006)
- «Избранное» (2009)

## Публікації про Январьова
- (рос.)Высокая премия — Эмилю Январеву // Вечерний Николаев.-1999.-26 червня -С.1.
- (рос.)Ежелов Г. Молодые стихи старого друга // Вечерний Николаев.-2000.-1 лютого -С.3
- (рос.)Ежелов Г. Слова надежды, веры и любви // Вечерний Николаев.-2001.-13 березня -С.3.
- Єжелов Г. Всього 45 років… // Літературна Україна.-1999.-9 верес.
- (рос.)Коллар В. «Документ» Эмиля Январева // Время вперед.-1998.-9 липня -С.2
- (рос.)Коллар В. «Я еще стихи слагаю» // Южная правда.-2001.-20 січня -С.3.
- Кремінь Д. Молодість патріарха // Радянське Прибужжя.-1997.-14 серпня
- Кремінь Д. Поле бою — не для мародерів // Радянське Прибужжя.-1999.-4 грудня -С.4.
- (рос.)Креминь Д. Последний рапсод империи // Николаевские новости.-1996.- 25 січня.